# Релігії населення островів Тихого океану
Релігії населення островів Тихого океану — це сукупність релігій, які сповідує населення островів Тихого океану.

## Вивчення
Вивчення релігій населення островів Тихого океану демонструє серйозні труднощі, що виникають у дослідників, орієнтованих на зовнішні прояви релігійності. Океанійці не тільки найчастіше приховують особливості свого культу, але і з легкістю змінюють його й удають до культів інших релігій, не змінюючи при цьому схильності до своїх споконвічних віровчень. 
Факти приховання своєї — щирої конфесіональної приналежності океанійцями призводить Р. Форчун, що досліджував релігію жителів острівця Добу. Він відзначає, що важко вивчати тубільні звичаї (особливо магію) в тих випадках, коли місцеві жителі бачили етнографа разом із місіонером або колоніальним чиновником.
|             | Я запевняв тубільців, що в мене немає нічого загального з цими людьми, але не досяг у цьому повного успіху. Від мене щось приховували. Один. із остров'ян клявся мені (хоча я його про це не запитував), що він. -.. християнин і вірить тільки в Бога. Це неправда, як кожний добуанець він ходить у церкву і посилає туди дітей із страху -перед місією, але він виконує всі дохристиянські звичаї і цілком вірить у них. |
| — р. Форчун | |

Достатньо найменшого приводу (відмови місіонера в дозволі брати участь у спортивному змаганні, у музичному ансамблі тощо) і океаніець, з'ясувавши заздалегідь, що інший місіонер йому це дозволяє, прощається зі старою вірою і приймає другу, благо в селі є і та, і інша церква.
У Океанії чимало людей, що змінювали своє віросповідання по два, три, чотири рази. Перехід з одного віросповідання в інше іноді відбувається колективно, усім селом. Так, на острові Бугенвиль місіонер-католик не дозволяв розлучитися з дружиною одному з впливових жителів села. Той швидко перемінив католицьку віру на протестантську (веслеянську), а слідом за ним те ж саме зробили усі жителі села. Релігійні вірування океанійців, до прибуття місіонерів, при всіх регіональних розходженнях містили в собі щось загальне, властиве їм усім.

## Опис релігії
Океанійці зверталися до духів предків, до богів, приносячи їм жертви й очікуючи від них відповідної допомоги (за принципом "ми-вам, ви-нам"). Вони розраховували одержати цю допомогу за життя, у земному світі, а не після смерті, коли, відповідно до їхніх вірувань, душі мертвих підуть в інший світ. Допомога духів предків або догів потрібна в тих випадках, коли в людей у їхніх земних справах не усе складається так, як їм хотілося б. Що стосується загробного життя, то океанійці, вірячи в його можливість, зазвичай не заглядали так далеко вперед. За їхніми уявленнями, загробне життя в принципі таке ж, як і земне, — там теж будуть городи, обряди ініціації, вступи в шлюб, буде чергування удач і невдач. Якщо живі на землі будуть приносити мертвим предкам жертви — добре, не будуть — погано. Акцент у релігійних віруваннях океанійців робиться насамперед на земне життя. Недарма низка дослідників характеризують традиційну релігію океанійців як релігію "матеріалістичну". 
До духів предків і до богів остров'яни ставилися як рівні до рівних — перед богами, а тим більше перед духами предків вони не принижувались. Якщо дух предка або бог виконував прохання і побажання людей, люди берегли череп предка, дерев'яне різьблене зображення предка або бога, приносили їм жертви, виконували певні обряди. Якщо не виконував — череп предка або його різьблене зображення викидали й заміняли черепом або різьбленим зображенням іншого предка. Вважалося, що не тільки духи предків, але й боги мешкають десь недалеко. Люди запрошували їх на святкування, ставили для них порції їжі, і, називаючи кожного на ім'я, говорили: "Це тобі, їж! А це тобі, їж!" Про усякий випадок ставили декілька порцій для тих духів предків або богів, що могли, через безпам'ятність не запросити. 
Що стосується регіональних розходжень у традиційних віруваннях, те тут можна виділити дві основні області: 
- Меланезію (крім Фіджі);
- Мікронезію, Полінезію в перший: переважала віра в духи предків, чаклунство, цілком була відсутня ідея загробної відплати, не було фахових служителів культу.

Для другого характерний політеїзм, обожнювання племінних керманичів, обряди з людськими жертвопринесеннями, знову ж чаклунство, наявність жерців-професіоналів. Релігія полінезійців відбивала соціальну стратифікацію місцевого товариства і захищала корисливі інтереси племінної знаті. Треба також відзначити, що людей, пов'язаних із яким-небудь одним конкретним духом предка, у Меланезії нараховувалося не більш декількох десятків, у той час, як у Полінезії людей, що вірять в один племінного бога, могло бути декілька тисяч. Віра в "великих богів" — Тангароа, Ту, Тане, Ронго — зафіксована на багатьох полінезійських архіпелагах. 
Помітивши небажання океанійців відмовлятися від своїх старих богів, місіонери "перекладали" їх на посаду диявола. Це, пише Ч. Роули, "загальна практика в процесі християнізації". Самі океанійці віддавали перевагу ставити своїх богів на, місце християнських персонажів. Так, на Тавайських островах християнська трійця довгий час виступав в уяві трьох гавайських богів — Ку (бог-батько), Кане (бог-син). Лоно (бог-дух святою). Для четвертого гавайського бога, Каналів, місця вистачало, і йому довелося обійняти посаду диявола. Робити подібні заміни часом допомагали самі ж місіонери. Так, єпископ Ж. Помпайе говорив маорі, що Хіна (дружина Мауи) — це діва Марія. На островах Самоа богиня війни Нафануа була включена у пантеон християнських святих, де вона виступала в новій ролі — посланниця бога.
Жителі Маркізького архіпелагу ототожнили своє старе божество. Тільки з християнським богом. На деяких — островах місцеві бога перетворювалися у пророків, в ангелів. Океанійці не заперечували й проти перетворення їх у дияволів: диявол у їхньому розумінні — це не виплодок зла, а такий же бог, як і Яхве. Іноді вони вважали головним богом саме диявола, а не Яхве. Папуас Марафи, що жив у районі р. Маркхем на острові Нова Гвінея, створив віроучення, по якому дійсний бог — не Яхве, а диявол, і молитися треба саме йому.